# Cartagena (distrito de El Rosario)
Cartagena fue uno de los distritos que integró la subdelegación de El Rosario, en el antiguo departamento de San Fernando, provincia de Colchagua.
El territorio del distrito fue organizado por decreto del presidente José Joaquín Pérez Mascayano el 14 de agosto de 1867.

## Historia
El distrito, que ocupó el número 3.° de la subdelegación El Rosario, fue creado por decreto supremo del 14 de agosto de 1867, que divide el departamento de San Fernando en veinte subdelegaciones y numerosos distritos. El documento determina así sus límites:

Al oeste y sur, por el mismo deslinde de la subdelegación, desde el punto en que el camino de la Navidad cruza el zanjón del Guindo hasta donde la quebrada de los Nucos entra al estero del Cajón; al este y norte, por el camino y cuesta del Cajón, que conduce a la Navidad, hasta donde atraviesa el zanjón del Guindo.

El Decreto con Fuerza de Ley N.° 8.583 del 30 de diciembre de 1927 redistribuye el territorio del departamento de San Fernando, y los distritos se suprimen.

## Administración
La administración del territorio estaba a cargo de un inspector, quien respondía a las órdenes del subdelegado, quien tenía la potestad de nombrarlos o removerlos dando cuenta al gobernador departamental.